# Dones a l'antiga Grècia
En les epopeies homèriques, l'antiga Grècia es descriu com una societat patriarcal. Durant el desenvolupament de la ciutat al llarg del segle viii aC, es van establir dos grans grups socials basats en criteris d'exclusió: el «cercle de ciutadans», que excloïa els estrangers (metecs) i els esclaus, i el «club d'homes», que excloïa les dones.
Aristòtil (Política, III, 1) va definir la ciutadania com la possibilitat de participar en el poder polític; la dona constituïa, així, el sector social més allunyat de la possibilitat de participar-hi, ja que, a diferència dels metecs i els esclaus, no podia convertir-se mai en ciutadana.
Va caldre esperar l'època hel·lenística per veure grans figures femenines emergir en el món grec, ja en decadència després de la mort d'Alexandre Magne, tal és el cas de reines com Berenice, Arsínoe o Cleòpatra.

## L'epopeia homèrica

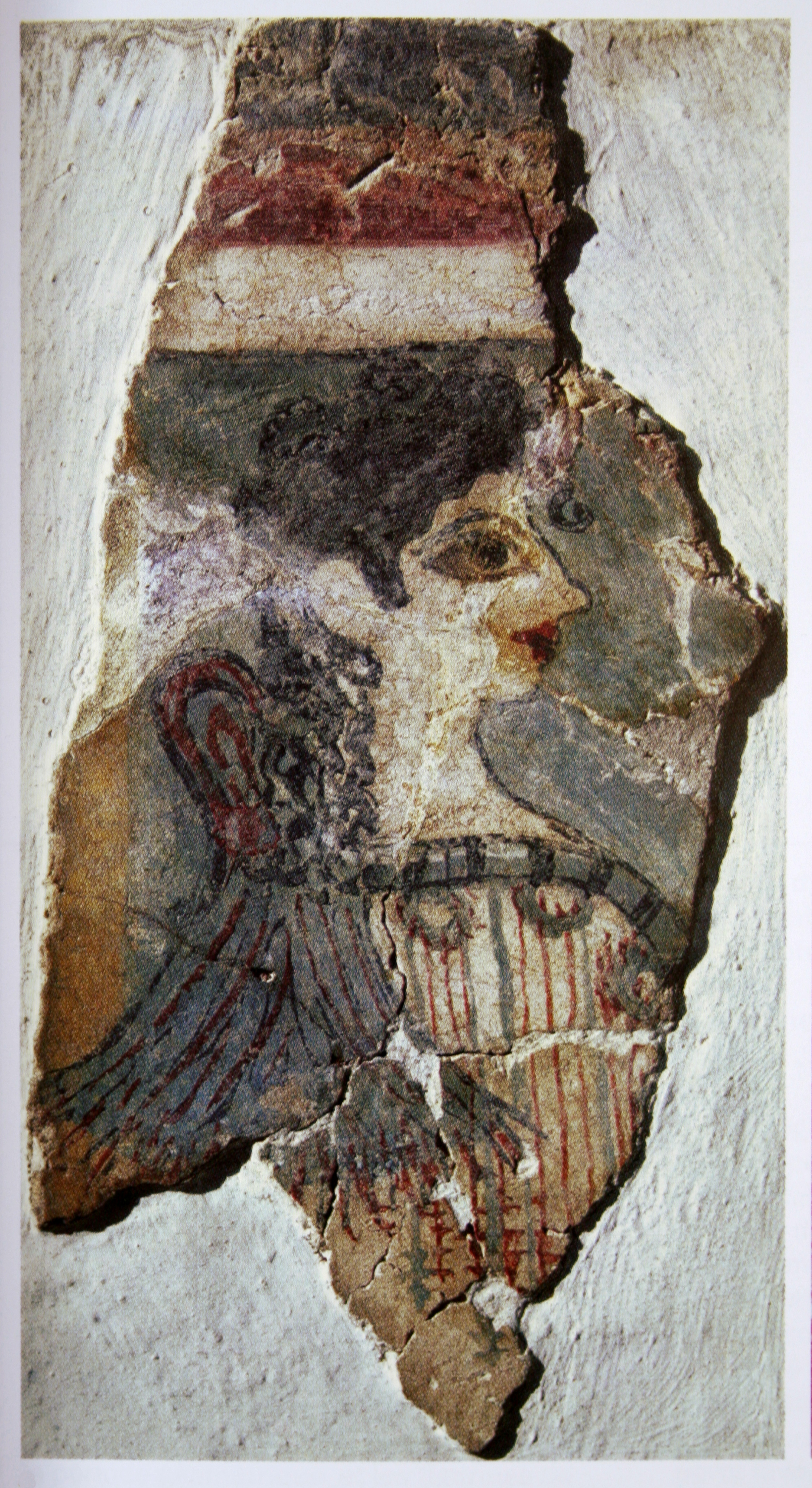
Fresc de «la Parisienne», palau de Cnossos

La principal font d'informació de les dones en aquesta època és homèrica: la Ilíada i sobretot l'Odissea, obres en les quals es descriuen combats i banquets reials, contenen nombrosos moments de la vida quotidiana, on les dones estan en la part davantera de l'escena. El caràcter històric d'aquestes descripcions està evidentment subjecte a debat: no obstant això, sembla probable que els poetes autors d'aquestes dues epopeies hagin tret la seva inspiració, en aquests passatges, de la vida quotidiana de la seva època, al segle viii aC.
En les epopeies, la dona té un triple paper: esposa, reina i mestressa de casa. Esposa en primer lloc o futura esposa, la qual cosa permet comprendre la complexitat de les pràctiques matrimonials gregues. Es troba en primer lloc el clàssic sistema de la reciprocitat, il·lustrat per l'excepció a la regla d'Agamèmnon urgint Aquil·les a reprendre el combat. Li ofereix una de les seves tres filles precisant: «que sense donar-me regal es porti la que vulgui com a esposa a la casa de Peleu, i a més li donaré un dot». Es tracta d'una pràctica excepcional: normalment, l'espòs ha de donar al seu sogre un present, les ἕδνα, hêdna. La dona va a instal·lar-se llavors a casa de l'espòs, a la Ilíada, en l'estatge del pare d'Aquil·les. La unió és monògama en el món dels herois grecs com els troians. No obstant això, les pràctiques matrimonials romanen encara poc formalitzades: Helena, esposa legítima de Menelau, és tractada també com l'esposa legítima de Paris. Príam deroga la regla de la monogàmia; a més, el seu palau acull els seus fills i les seves esposes, però també les seves filles i els seus marits.
Les esposes dels reis homèrics són també reines. Així, en el cant VI de la Ilíada, Hècuba pot convocar les dones de Troia per a una cerimònia religiosa. En el cant IV de l'Odissea, Telèmac visita Esparta i és acollit a la sala del banquet per Helena, que està davant els companys del seu marit. Fins i tot, Arete, esposa d'Alcínou, és a la sala del palau, al costat del seu espòs.
D'altra banda, elles són mestresses de casa, regeixen el grec οἶκος, oikos, és a dir, la casa, el domini. El seu símbol és la filosa: Penèlope teixeix la seva cèlebre tela, a exemple d'Helena. Qui representa la Guerra de Troia -o fins i tot Andròmaca, a la qual Hèctor retorna al seu ofici en el moment en el qual parteix al combat. Ell torna a acollir els hostes, com ho fa Arete per Odisseu o Policasta, filla de Nèstor, per Telèmac. Per fi, han d'administrar els recursos del domini. Quan Ulisses parteix a Troia, és a Penèlope a qui confia les claus del tresor.
Al voltant de l'esposa legítima graviten les serventes i les concubines. Les primeres estan a disposició de la mestressa de casa. Així, al final de l'Odissea, Odisseu mata igualment les serventes que s'havien ficat al llit amb els pretendents. Elles ajuden les esposes en els seus treballs domèstics i són supervisades per una intendent, personatge central de l'oikos grec. La dida hi ocupa igualment un lloc important, testificat pel paper jugat per Euriclea, nodrissa d'Ulisses, després de Telèmac, adquirida per cent bous per Laertes, a la qual honra «igual que la seva esposa». Les concubines són captives de guerra, el lot del vencedor, que serveixen de dàdives entre reis, tals com Briseida i Criseida. Quan Troia és presa, la dona i les filles de Príam són trofeus per als vencedors aqueus. Les dones, qualsevol que sigui el seu estatus, romanen abans de res sotmeses als homes, siguin els marits o, com en el cas de Penèlope, el seu fill Telèmac.

## Edat del bronze

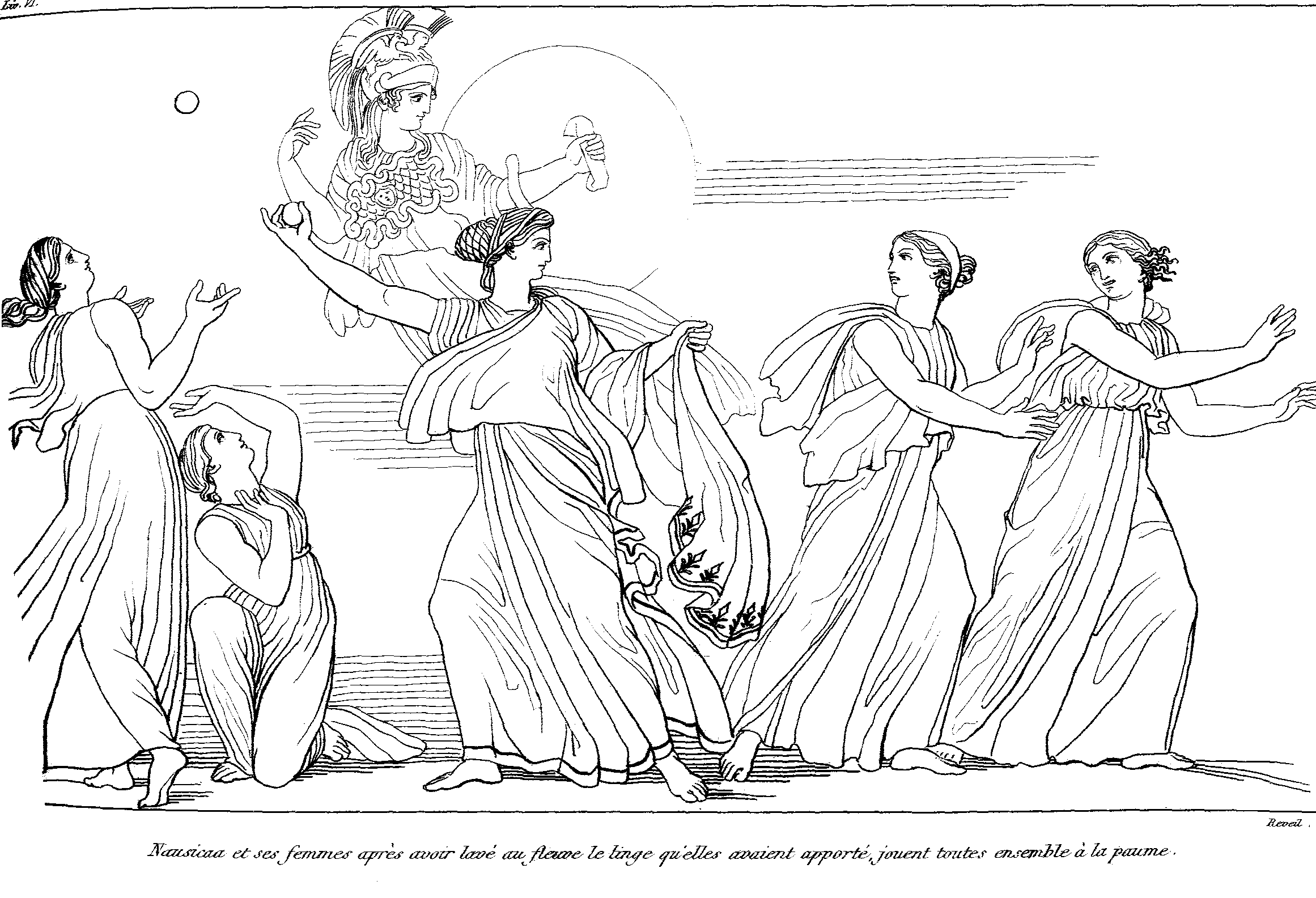
Nausica i altres dones

En la vida diària, les dones de la reialesa i les esclaves es dedicaven a tasques similars. La distinció entre homes lliures i esclaus estava marcada en forma més definida. Els homes lliures podien dedicar-se a les mateixes tasques que els esclaus, però només els homes lliures podien portar armes i defensar les seves ciutats.
Els deures de la dona giren al voltant de la casa. L'epítet d'Homer dels «braços blancs» i els frescs de l'edat del bronze que mostren les dones amb la pell blanca i els homes torrats pel sol atesta que els treballs de la dona estaven orientats de portes endins. La senyora de la casa és la que s'ocupava de la família i de la llar. Les cases d'Alcínou i d'Odisseu tenien moltes esclaves. Tots els aliments es preparaven a casa per esclaves i eren servits per elles.
Les robes es feien des del principi a la fi, a casa, i en aquesta tasca estaven implicades les dones de la reialesa, i fins i tot les immortals, així com les esclaves. Les dones madures solien asseure's al costat del foc a filar i teixir. Aquest se situava al centre de l'habitació principal de la casa. El fet que Homer mostri Helena, Penèlope o Arete assegudes al costat del foc significa que una dona estava totalment al cas de tot el que succeís en la seva llar. És comú trobar una dona de la reialesa teixint mentre entretenia els seus hostes.

Dona micènica

En certs exemples, aquest incessant teixir adquireix un significat màgic: les dones estan traçant el destí dels homes. Arete, encara que era una reina, va poder reconèixer que el vestit que portava Odisseu havia estat confeccionat en la seva pròpia llar. L'episodi de Nausica demostra que fins una princesa considerava que la rentada de la roba era tant una obligació com una realització digna d'elogi.
Les dones estaven també encarregades de banyar i untar d'olis els homes. Homer és molt explícit en aquesta ocasió, perquè aquesta tasca no estava reservada a les esclaves ni tampoc a dones que com Calipso tenien intimitat amb l'home a qui banyaven. La jove i virginal filla de Nèstor era la que banyava Telèmac i li donava massatges amb oli d'oliva, i Helena relata que a Troia era ella mateixa la que banyava i ungia a Odisseu.
Altres fonts històriques també proporcionen testimoniatges sobre les tasques usuals de les dones de l'edat del bronze. Tauletes procedents de Pilos, escrites en lineal B, esmenten com a tasques de les dones buscar aigua i preparar els banys, filar, teixir, moldre gra i recollir-lo. També diuen que la ració alimentosa dels homes era dues vegades i mitja major que la de les dones.
Comparada amb la literatura grega posterior, l'èpica dona una impressió generalment atractiva de la vida de les dones. S'esperava que fossin modestes, però no enclaustrades. Andròmaca i Helena passejaven lliurement pels carrers de Troia, encara que sempre amb escorta, i les dones apareixien en l'escut d'Aquil·les ajudant a la defensa de les muralles de la ciutat. També es parla de les cites de nois i noies fora de les muralles de Troia. Moltes dones, especialment Helena, Arete i Penèlope, podien romandre a les habitacions públiques en presència d'homes convidats sense escàndol. No sols les concubines sinó també les esposes legítimes podien ser considerades desitjables, i aquí encara hi ha poca influència de la misogínia que es desprèn de la literatura grega.

## L'edat fosca i l'època arcaica

### Testimoniatges arqueològics

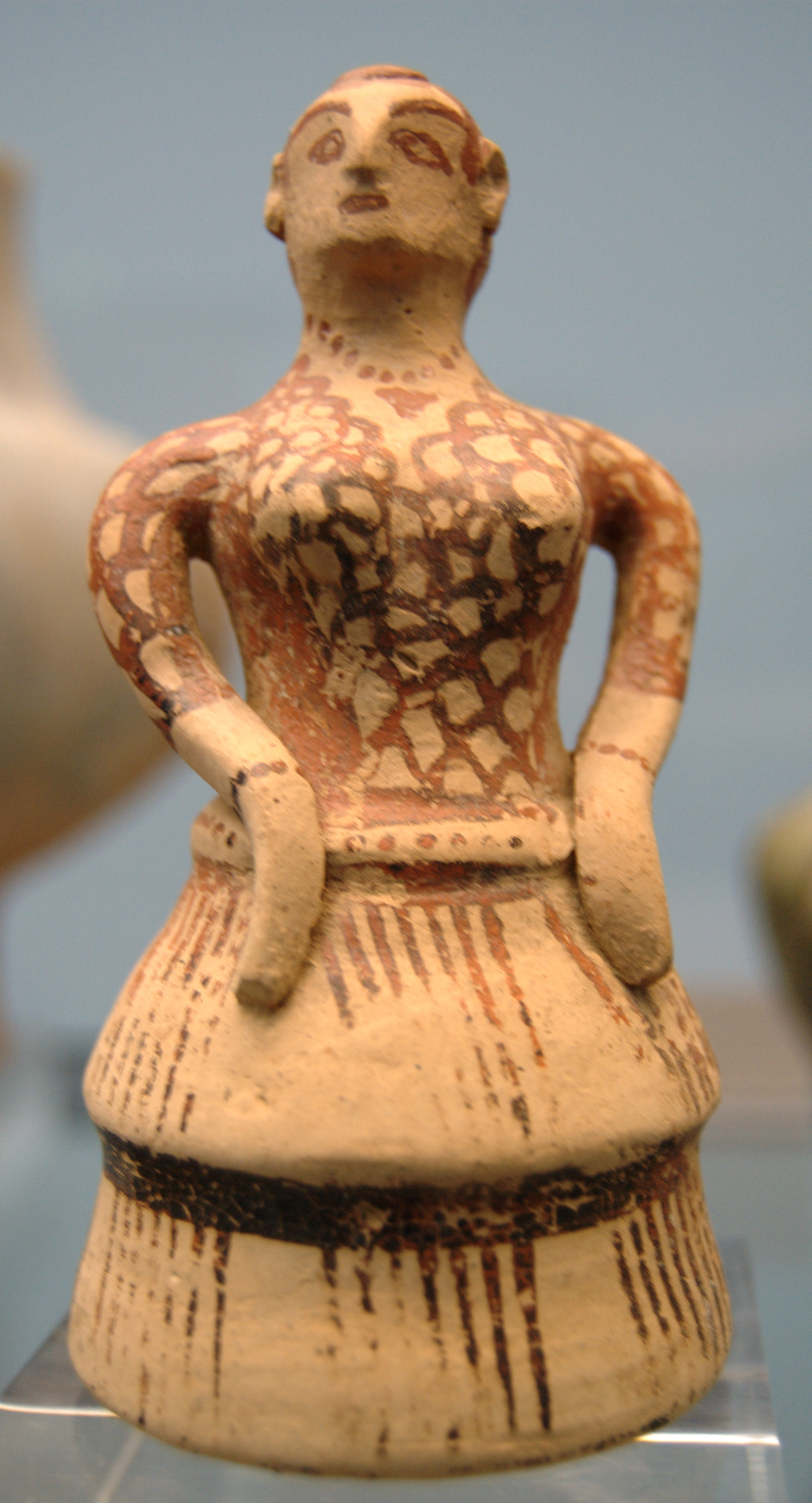
Dona vestida a l'estil cretenc: vestit amb mànigues i faldilla amb volants, trena, arracades, polseres i collaret. Terracota d'Esparta,

La principal font de coneixement, respecte a les dones durant l'edat fosca i el principi del període arcaic, abans de la codificació de les seves lleis civils, és l'arqueologia, especialment el material obtingut dels sepelis de dones i les seves imatges en les peces de ceràmica.
Els rols del sexe estaven ja fortament establerts a Atenes durant l'edat fosca. Tant els membres vius de les famílies que aportaven presents a les tombes dels seus morts com els artesans que confeccionaven tots els elements que adornaven els sepulcres eren conscients que els continguts de les tombes, així com les seves inscripcions, havien de ser dades indicatives del sexe del mort.
El sexe es diferenciava de diverses formes. En el període protogeomètric (1000-900 aC), els enterraments d'homes i de dones que es feien a l'Àtica es diferenciaven per les formes de les àmfores en què les cendres eren enterrades o les que servien per a marcar les tombes. Els enterraments d'homes s'associaven normalment amb àmfores que tenien nanses al coll, mentre que les de les dones portaven nanses horitzontals i eren col·locades en la seva part més ampla. Les àmfores amb nanses en la part més ampla eren les que s'usaven per a portar aigua, tasca tradicionalment realitzada per dones.

### Les dones i la colonització grega
L'època arcaica veu els grecs, constrets per l'estretor de les seves terres, llançar-se a un gran moviment de colonització. La majoria del temps, els colons són únicament homes: compten amb la població indígena per subministrar-los esposes. És el procediment tradicional de les noces per rapte. Heròdot relata que els colons atenesos fundadors de Milet, a Cària, van atacar els autòctons, se'n van apoderar de les dones i van matar els homes. Per venjar-se dels agressors, les dones càries van jurar no menjar mai amb els seus esposos i no anomenar-los mai pel seu nom.

### Matrimonis i tirans
El matrimoni a l'antiga Grècia com a mitjà per a establir aliances troba el seu apogeu a partir de la segona meitat del segle vii aC, quan moltes ciutats gregues són governades per tirans. En ruptura amb els feudalismes anteriors, es basen, no obstant això, en elles per assentar el seu poder. Així, l'atenès Pisístrat es va casar tres vegades: la primera, amb una atenesa anònima; la segona, amb una argiva d'alt rang; la tercera, amb la filla del seu adversari Megacles, de la poderosa família dels Alcmeònides. Al final del segle v aC, Dionisi I, tirà de Siracusa, vidu de la seva primera dona, duplica el benefici del seu matrimoni contraient dues aliances simultàniament: les dues esposes són filles de grans personatges, una de Locri, l'altra de Siracusa.
Les filles dels tirans serveixen per al mateix propòsit: les famílies aristocràtiques rivalitzen per obtenir la seva mà. Així, Aragisté, filla de Clístenes, tirà de Sició al principi del segle VI aC, va tenir tretze pretendents, descendents de les grans famílies de dotze ciutats. Durant un any, els pretendents van viure al palau de Clístenes, mantinguts com els pretendents de Penèlope. Els tirans van recórrer també a l'endogàmia, si mancaven bons partits a les filles: així, Dionisi va casar un dels seus fills amb la seva pròpia germana, mentre que un dels seus germans va casar-se amb la seva neta.

### A Gortina
Gortina era una petita ciutat de Creta que estava lluny de tenir un paper important a l'antiga Grècia. No obstant això, ha lliurat a la posteritat tres fragments de pedra inscrita que constitueixen el que s'ha anomenat el «codi de Gortina», que consta de set capítols de legislació privada, principalment centrada en el dret de família.
Com a les altres ciutats gregues, la dona a Gortina era inferior. Estava sota la tutela permanent d'un home: pare, germà o espòs. Si bé estava protegida contra la violació, la legislació no la distingeix de la seducció. El matrimoni era, per essència, la unió de dos llinatges: el tutor disposava del dret de donar a la seva protegida en matrimoni. Quan donava a llum els seus fills, el seu tutor pren la decisió de conservar-los o d'esposar-los.
No obstant això, la dona gaudia a Gortina d'una autonomia molt més gran que en altres ciutats. Podia posseir béns, ja fossin mobles o immobles. Ella els adquiria principalment pel seu dot: rebia la meitat d'una part de l'herència masculina, com a dot de millora (casa familiar i instruments agrícoles). Era lliure de disposar dels seus béns: ni el seu marit, ni els seus fills tenien dret d'hipotecar-los. En cas de divorci o de viduïtat, el dot li pertanyia i podia utilitzar-lo per a tornar-se a casar. En canvi, sembla segur que la dona no administrava ella mateixa els seus béns. Així, en cas de divorci, l'espòs conservava la meitat de les rendes del dot, fins i tot si era per la seva culpa.
La filla hereva (és a dir, òrfena i sense germans), la patrôïôkos (de grec τὰ πατρῷα, tà patrỗia, 'el bé patern'), tenia el dret de rebutjar a qui havia normalment de casar-se, és a dir, el parent més proper. En absència d'un parent proper, o en cas de rebot d'aquest últim, la patroiokos era lliure de casar-se amb qui volgués (o pogués). Si estava ja casada, la situació variava si existien o no fills: en resum, des del moment que tenia ja fills que poguessin rebre l'herència per part de la seva mare, la patroiokos era deixada en una relativa llibertat, situació que contrastava amb la de l'epíclera atenesa.

## A Atenes
Atenes és la principal font d'informació sobre les dones a Grècia. És difícil saber en quin punt les característiques ateneses poden aplicar-se a les altres ciutats gregues.

### Filles i dones de ciutadans

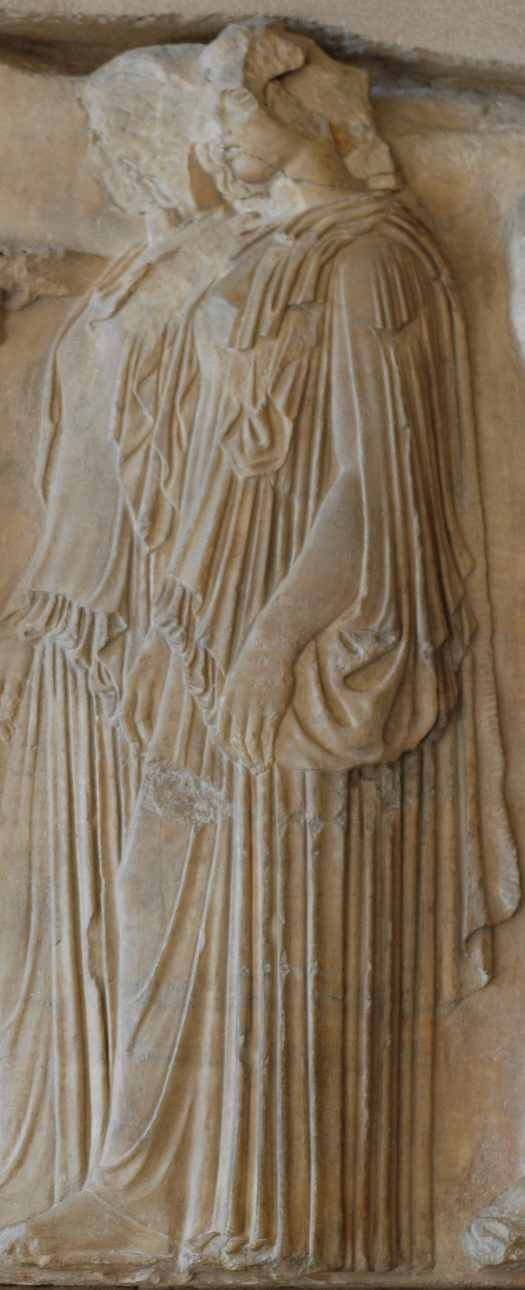
Dona atenesa vestint quitó, detall del fris de les Ergastines, Museu del Louvre

La dona atenesa era una eterna menor, que no posseïa ni drets jurídics ni polítics. Tota la seva vida, havia de romandre sota l'autoritat d'un tutor (grec bκύριος, kúrios): primer el seu pare, després el seu marit, el seu fill si era vídua o el seu parent més proper.

#### Estatus
La seva existència no té sentit més que per al matrimoni, que ocorria generalment entre els 15 i 18 anys. Era un acte privat, un contracte conclòs entre dues famílies. Curiosament, el grec no té una paraula específica per a designar el matrimoni. Es parla del grec ἐγγύη, engúê, literalment 'la garantia', 'la caució': és a dir, l'acte pel qual el cap de família donava la seva filla a un altre home. La ciutat no era testimoni ni registra en una acta qualsevol aquest esdeveniment per conferir a la dona l'estatus matrimonial. Per això, cal afegir la cohabitació. Sovint, a aquesta li segueix l'engué. No obstant això, succeeix que l'engué tenia lloc quan la noia era encara nena. La cohabitació no ocorre sinó més tard. De manera general, la jove no tenia ni una paraula a dir sobre el seu futur matrimoni.
Amb la seva pròpia persona, la jove casada aportava també el seu dot a la seva nova família. Consistia generalment en diners. El dot no era propietat del marit: quan la seva dona moria sense fills o en cas de divorci per consentiment mutu, el dot havia de ser retornat. Quan la suma era important, el tutor de la casada es protegia sovint mitjançant una hipoteca especial, en grec ἀποτίμημα, apotímêma: un bé immobiliari era posat com a contrapartida, sovint materialitzada per un horos. Si no hi havia reemborsament del dot, la terra era embargada.
El divorci a iniciativa de l'esposa no estava normalment permès: només el tutor podria demanar la dissolució del contracte. No obstant això, els exemples mostren que en la pràctica existia. Així, Hipàrete, esposa d'Alcibíades, va demanar el divorci presentant-se en persona davant l'arcont. Els comentaris de Plutarc suggereixen que es tractava d'una procediment normal. En el Contra Onétor de Demòstenes, és el germà de l'esposa, el seu tutor, qui introdueix la demanda de divorci.
Una estricta fidelitat era requerida a l'esposa: el seu rol era donar naixement a fills legítims que poguessin heretar els béns paterns. El marit que sorprenia la seva dona en flagrant delicte d'adulteri, tenia el dret de matar el seductor a l'acte. La dona adúltera podia ser retornada. Segons alguns autors, l'espòs burlat estaria en l'obligació de fer-ho sota pena de perdre els seus deures cívics. En canvi, l'espòs no estava sotmès a aquest tipus de restricció: podia recórrer als serveis d'una hetera o introduir en la llar conjugal una concubina (grec παλλακή, pallak), sovint una esclava, però podia ser també la filla d'un ciutadà pobre.

#### Un cas particular: la filla epíclera

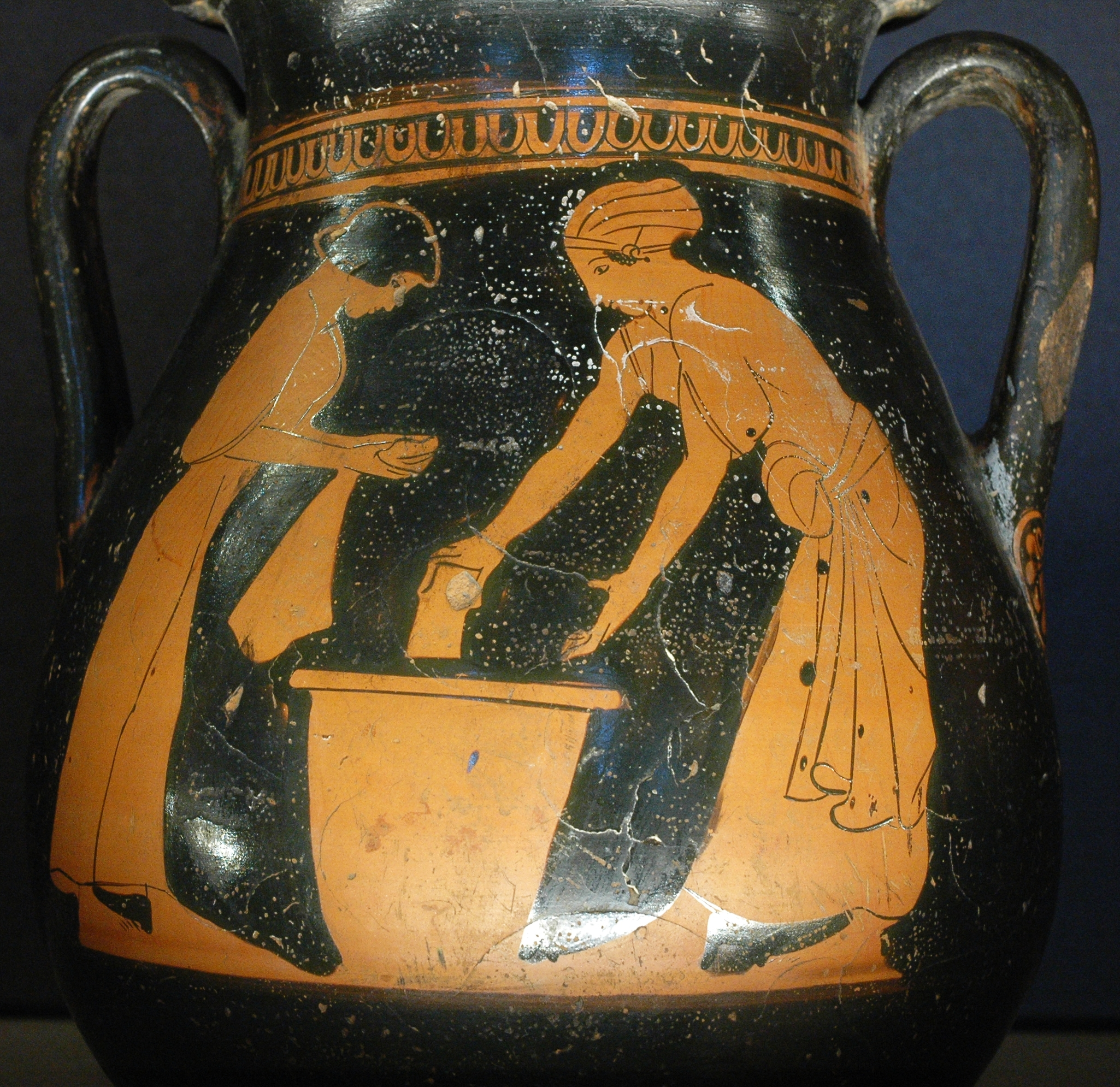
Dones rentant roba, pelike àtica del pintor de Pa, anys 470-460 aC, Museu del Louvre

La filla anomenada «epíclera» és la que es trobava com a única descendent del pare: no tenia ni germans, ni descendents de germans susceptibles d'heretar. Segons la llei atenesa, no podia heretar, però estava «lligada (grec: ἐπι) a l'herència (grec: κλῆρος)». En conseqüència, havia de casar la seva parent més propera: mitjançant aquesta, els béns familiars passaven al seu marit, després als seus fills, els nets del difunt. Aquest principi, relativament simple, estava en l'origen de casos complicats, sobre el qual no hi ha informacions precises: així, si la filla epíclera estava ja casada en el moment del decés del seu pare, s'ignora si el parent més proper estava en el dret de dissoldre el matrimoni precedent. En canvi, existeixen almenys dos casos de parents propers divorciant-se de les seves esposes, i cuidant de les segones noces d'aquestes, per casar-se amb les filles epícleres.

#### A la ciutat
Les dones de bona família tenien com a principal paper mantenir l'oikos. Eren confinades al gineceu, literalment l'«habitació de les dones», envoltades pels seus servents. No s'arriscaven fora del domini familiar més que per complir funcions religioses. En canvi, les dones del poble aportaven a l'economia familiar un complement de recursos venent el seu excedent agrícola o artesà: olives, fruita i hortalisses, herbes (així, Aristòfanes fa de la mare d'Eurípides una venedora de cerfull), teixits, etc. Els autors còmics com els oradors testifiquen sobre dones venedores al detall d'olis perfumats, de pintes, de petites joies o fins i tot de cintes. Manejaven, doncs, diners.

### Meteques i esclaves

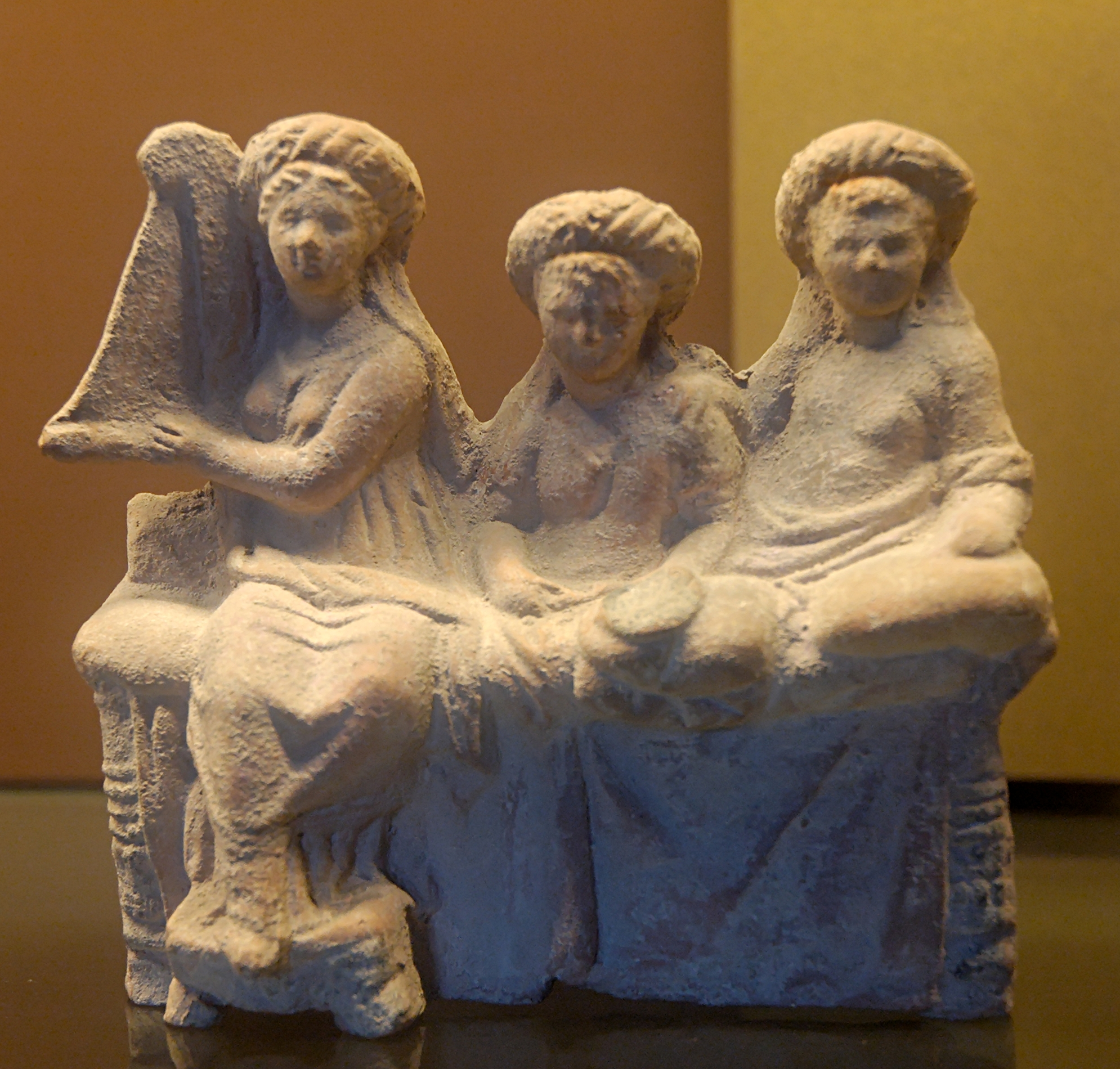
Convivios i hetera, figures de terracota gregues de Mirina,, Museu del Louvre

Se sap poc de les dones meteques, excepte el muntant de l'impost que les afectava: el grec μετοίκιον, metoíkion s'elevava per a elles a sis dracmes anuals, enfront dels dotze per a un home. Moltes d'elles seguien simplement el seu marit, arribat a Atenes per negocis o per seguir els ensenyaments d'un mestre prestigiós. Es pot suposar que la seva manera de vida era semblant al de les filles i dones dels ciutadans.
Una minoria estava constituïda de dones únicament arribades a Atenes per obtenir fortuna. Les més pobres acabaven sovint com a prostitutes (grec: πόρναι pórnai) en els bordells del Pireu o d'Atenes mateix. Les dones més educades podien convertir-se en heteres o cortesanes. Eren les companyes gairebé oficials dels homes de negocis i dels polítics atenesos. La més cèlebre d'elles fou Aspàsia, originària de Milet. Companya i segona esposa de Pèricles, per la qual va abandonar la seva dona legítima. Bella, intel·ligent, acollia l'elit intel·lectual de la seva època, i es feia d'igual a igual amb els homes. Com a revers de la moneda, fou el blanc dels autors còmics que la descriuen com una vulgar encarregada d'un bordell i una intrigant.

## A Esparta
Esparta es distingeix de les altres ciutats gregues perquè situa les dones més o menys en peu d'igualtat amb els homes; totes estaven sotmeses a l'estat i el seu fi primer era la reproducció de soldats vigorosos i disciplinats.

### L'educació

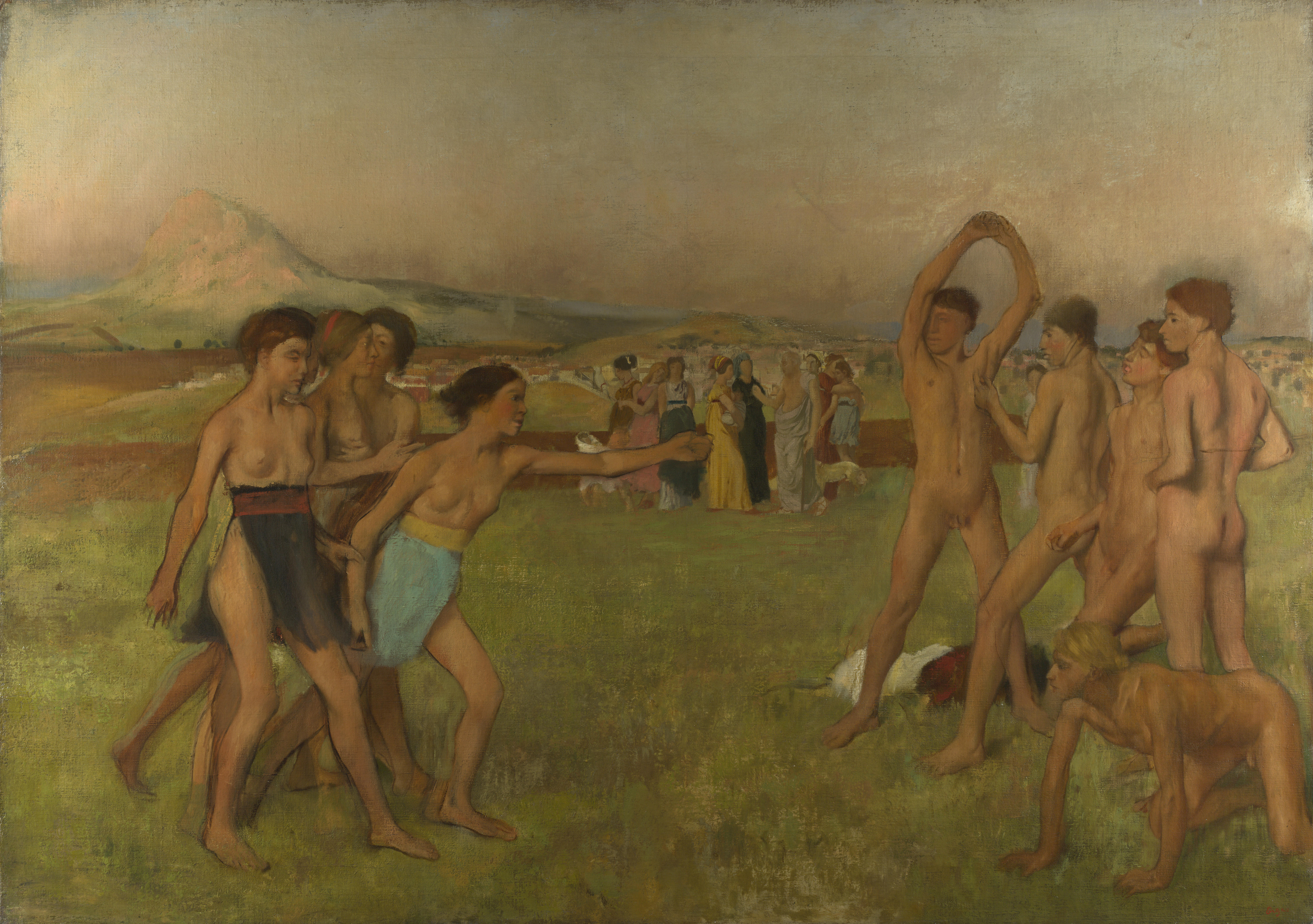
Jeunes Spartiates s'exerçant à la lutte (Joves espartanes exercitant-se en la lluita), Edgar Degas, h. 1860, National Gallery de Londres

Esparta presentava la particularitat de tenir un sistema educatiu obligatori per a tots i organitzat per l'estat, on altres ciutats deixaven els pares com a únics responsables dels fills. A més, no era només obligatori per als nois, sinó també per a les noies. El fi del sistema, per als nois, era produir hoplites disciplinats, per a les noies formar mares vigoroses, que parissin nens forts i sans. Com en el cas dels nois, començaven a l'edat de 7 anys. S'acabava cap als 18 anys, edat en la qual les joves es casaven. Comprenia dos plans esportius: d'una banda un entrenament físic per donar fermesa al cos; per un altre, la μουσική, mousik, terme que per als grecs aglutinava el ball, la poesia i el cant.
Pel que fa al plànol esportiu, Xenofont indica que Licurg va instituir un entrenament físic per als dos sexes, que comprenia la carrera a peu i la lluita, disciplines confirmades per Eurípides. Plutarc (Vida de Licurg) afegeix a aquesta llista els llançaments de disc i de javelina. Teòcrit representa dues noies reclamant ferament la seva participació en les mateixes curses que els nois, al llarg del riu Eurotas i el seu recurs als ungüents, com aquests últims. D'altra banda, elles s'entrenaven també nues. Aquest entrenament no era realment una preparació per al combat: els nois i noies s'exercitaven per separat. No obstant això, el vigor de les dones espartanes era proverbial a Grècia: Clearc de Soli (meitat del segle III) informa que elles s'apropiaven d'homes adults i solters i els copejaven per obligar-los a casar-se, la qual cosa implica una certa força. Sembla que l'entrenament esportiu comprenia una part d'equitació. Així, les figuretes votives oposades al santuari d'Artemisa Ortia mostren noies muntant a l'estil d'amazona.
Tractant-se de la mousikê, les joves prenien part en totes les grans festes religioses de les partenies -cors de verges-, de les quals Alcman és el principal autor. Els cants eren apresos de memòria; permetien a les noies aprendre els grans relats mitològics, però també adquirir el sentit de la competició: els cants feien al·lusió a concursos de bellesa o representacions musicals. Les figuretes votives les mostren tocant diversos instruments. Sembla que algunes espartanes sabien llegir i escriure. Així, les anècdotes, algunes tardanes, evoquen les cartes enviades per les mares als fills que marxaven a combatre. Gorgo, filla del rei Cleòmenes I, va ser l'única a descobrir el secret d'un missatge enviat pel rei Demarat: ella va fer llevar la cera de la tauleta, revelant el text gravat en la fusta.

### El matrimoni
Durant l'època clàssica, es troben dos sistemes concurrents a Esparta: el primer, tradicional, era comú a totes les ciutats gregues. Es tractava d'assegurar la prosperitat de la línia familiar. El segon se sotmetia a l'ideal igualitari estatal: es tracta de produir nois forts.
Des de la segona òptica, el matrimoni es produïa més tard que a les altres ciutats: el marit en tenia al voltant de 30 i la seva dona, sobre 18. Donava lloc a una curiosa forma d'inversió: la intermediària afaitava el crani de l'esposa, li proporcionava vestits i la deixava sola en un paller, a les fosques. L'espòs, en sortir de la sissítia (menjar en comú) es reunia amb la seva dona, sempre en la foscor, i després de tenir una relació amb ella, tornava a anar-se'n per reunir-se amb els seus companys de dormitori. El matrimoni romania així secret, fins al primer fill. Plutarc afirma que així, els esposos, «ignoren la sacietat i el declivi del sentiment que comporta una vida en comú sense traves».
Les dones exercien una forma de control sobre el seu matrimoni. Si els vells marits eren incitats a «prestar» a les seves dones joves forts, Plutarc esmenta també que les dones prenien de vegades un amant, de manera que el nen que nasqués pogués heretar dos lots de terra en lloc d'un.

### Les dones espartanes
Les dones, en aquella època, tenien una bona consideració, és a dir, quan els homes no eren a casa, les dones podien fer, només el temps determinat, el que volguessin.

### Els nens espartans
Els nens, a partir de 6 o 7 anys, començaven a fer un dur entrenament militar. Durant aquell temps anaven fent proves. L'última prova, als 16 anys, consistia en matar a un ilota o un animal salvatge/perillós.

## En l'època hel·lenística
La quantitat d'informació disponible sobre les dones de l'època hel·lenística és sorprenentment àmplia. L'abundància d'informació sobre les dones de la reialesa pot atribuir-se tant a l'impacte d'aquestes dones en els escriptors antics com al fet que elles mateixes es van involucrar en l'activitat política dels homes.
L'acció de dones d'estatus menys elevat pot també veure's en actuacions públiques, com algunes dones lliures van aconseguir una major influència en assumptes polítics i econòmics, i al mateix temps, van difondre les seves opinions sobre el matrimoni, el paper de la dona, l'educació i la conducta en les seves vides privades.
L'experiència de les dones, des de les esclaves i heteres fins a les reines, va ser recollida i preservada en les creacions culturals del període. Un còmput acurat de les representacions de la dona en l'escultura, comèdia, ceràmica pintada i altres arts mostra una major atenció a les seves experiències sexuals i a la naturalesa de la seva vida quotidiana.
El comentari dels filòsofs, en la seva major part inclinats a la pervivència dels papers femenins tradicionals, revela que la posició de les dones va canviar a mesura que també ho feia la societat durant aquest període.

### Esposes i mares dels conqueridors macedonis

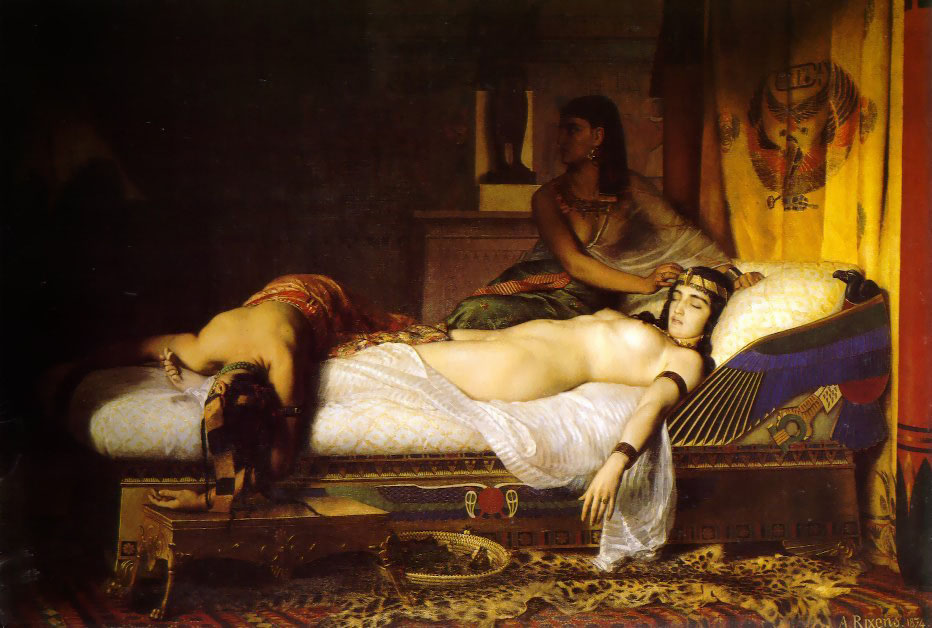
La mort de Cleòpatra, per Jean-André Rixens (1874)

La mort d'Alexandre Magne va portar cinquanta anys de guerres entre els seus successors i l'establiment de dinasties de macedonis: Antigònides a Grècia, Tolomeus a Egipte i Selèucides a l'Àsia Menor.
Entre les famílies regnants de Macedònia, la relació entre mare i fill podia ser molt més forta i significativa que la de marit i dona. Molts reis macedonis permetien una poligàmia tant formal com informal, raó per la qual es resistien sovint a conferir un estatus privilegiat a alguna de les seves esposes (cosa que hi hagués també aclarit quin dels seus fills era el designat com a successor al tron), propiciant així un clima d'intriga i lluita pel poder dins de la seva cort que podia acabar amb la seva pròpia mort a les mans d'una mare famolenca de poder conspirant en nom del seu fill.
La història ens mostra les reines macedònies com a ambicioses, astutes, i en molts casos, despietades. Els elements comuns d'aquests relats expliquen l'eliminació, sovint pel verí, d'antagonistes polítics i regnes rivals així com de les seves progènies, l'assassinat del marit, i l'esperança de la reina que podria gaudir d'un major poder en el regne del seu fill del que gaudia quan era el seu marit el que ocupava el tron. Aquestes són dones que competien en una palestra tradicionalment masculina i que utilitzaven amb tota decisió armes i tècniques d'homes, a més del verí, prestigiós com a «arma de les dones».
A part de Cleòpatra VII, les més poderoses i il·lustres de les princeses macedònies van ser Olímpia i Arsínoe II. Olímpia és famosa per ser la mare d'Alexandre Magne. En la cort del seu marit, Filip, Olímpia va lluitar contra dones rivals, amants i fills a fi d'assegurar a Alexandre la successió al tron de Macedònia. Encara que finalment va ser derrotada i condemnada a l'exili, fou clarament una dona de geni i determinació.
Alexandre va ser proclamat rei després de l'assassinat de Filip l'any 356 aC. Es va culpar a Olímpia d'aquesta mort, injustament amb tota probabilitat -estava per aquell temps a l'exili-, encara que tenia molt a guanyar quan el seu fill, de 20 anys, va succeir al seu pare. Dos anys més tard, Alexandre va partir per a la conquesta de l'Imperi Aquemènida persa. Mentre Alexandre estava en campanya, Olímpia presidia la cort a Macedònia. Va competir pel poder amb Antípater, que Alexandre havia deixat com el seu segon. Políticament, Alexandre recolzava a Antípater, però mai va deixar d'estar molt unit a la seva mare.
Encara que el model d'aliances entre mares amb poder i els seus fills va ser repetit una vegada i una altra, les dones també van ser usades en rols passius pels reis hel·lenístics en forma paral·lela a l'emprada pels tirans grecs de l'època arcaica.
Els matrimonis de les princeses macedònies, per exemple, eren sovint arreglats pels seus parents masculins més grans, per cimentar aliances entre els homes, és a dir, entre aquests i els marits. Aquests matrimonis dinàstics eren dissolts quan apareixien noves aliances políticament més atractives.

Per descomptat, el rebuig unilateral d'una reina pel seu espòs en profit d'una altra podia acabar violentament, i una vegada que els pares o tutors de l'esposa rebutjada es veien afectats, aquests enllaços matrimonials podien sovint produir enfrontaments internacionals. Un dels matrimonis desafortunats va ser el de Berenice i Antíoc.

### Resta de dones

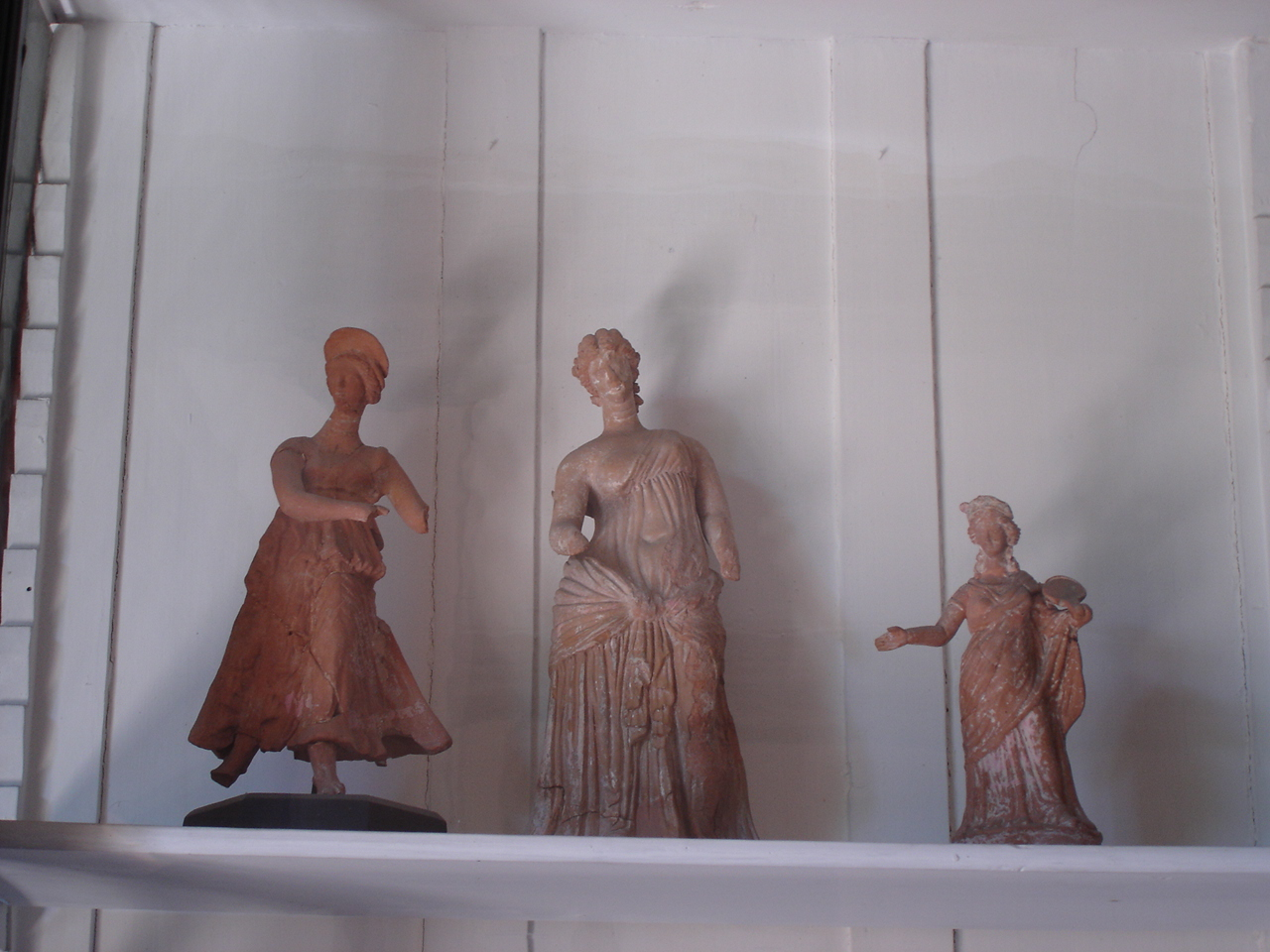
Figuretes de terracota de dones. Art hel·lenístic, segles III-I aC

Les dones també van ser beneficiàries dels més generosos reconeixements de ciutadania i drets polítics a les ciutats gregues -per raons diplomàtiques, culturals i econòmiques-, la qual cosa fou un fenomen característic d'aquest període cosmopolita.
Algunes dones van obtenir concessions de drets polítics o d'exercici d'activitats públiques. Unes altres van obtenir la ciutadania honoraria i els drets de proxenia (privilegis atorgats als estrangers) per ciutats foranes com a gratitud per serveis prestats. L'any 218 aC, Aristodama, una poeta d'Esmirna, va obtenir la ciutadania dels etolis de Làmia (Tessàlia) perquè la seva poesia lloava el poble d'Etòlia i els seus avantpassats. Una inscripció recorda l'existència d'una dona arcont a Ístria durant el segle ii aC. Al segle i aC, una altra dona magistrada, File de Priene, va ser la primera dona que va construir una presa i un aqüeducte. És molt probable que fos nomenada magistrada perquè va prometre contribuir amb la seva fortuna privada a la realització d'aquestes obres públiques.
Aquestes dones eren excepcionals, però moltes altres van continuar sent excloses de la participació en el govern. Però des de llavors, sota la dominació dels monarques hel·lenístics, les implicacions de la ciutadania i els seus privilegis van ser molt menys favorables per als homes del que havien estat en les ciutats estat del món clàssic. D'una banda, l'abisme entre els privilegis masculins i femenins s'havia estretit, i per un altre, els homes, en comptes de tractar d'ampliar-los, van estar més disposats a compartir amb les dones la disminució de privilegis que tenien.
Encara que l'increment de la dedicació política de les dones gregues no pertanyents a la reialesa era molt petit, una lenta evolució en l'estatus legal, particularment en el dret civil, s'estava produint. Aquest canvi era més apreciable a les àrees recentment hel·lenitzades per les conquestes macedònies que a les velles ciutats de la Grècia continental.

En aquest context de grecs desarrelats, mancats de les tradicionals salvaguardes de la polis, una dona grega podria no tenir un fàcil recurs a la protecció dels seus familiars homes i, per tant, veure's obligada tant a guardar-se per si mateixa com a incrementar la seva capacitat legal per actuar en el seu propi benefici.

#### Egipte

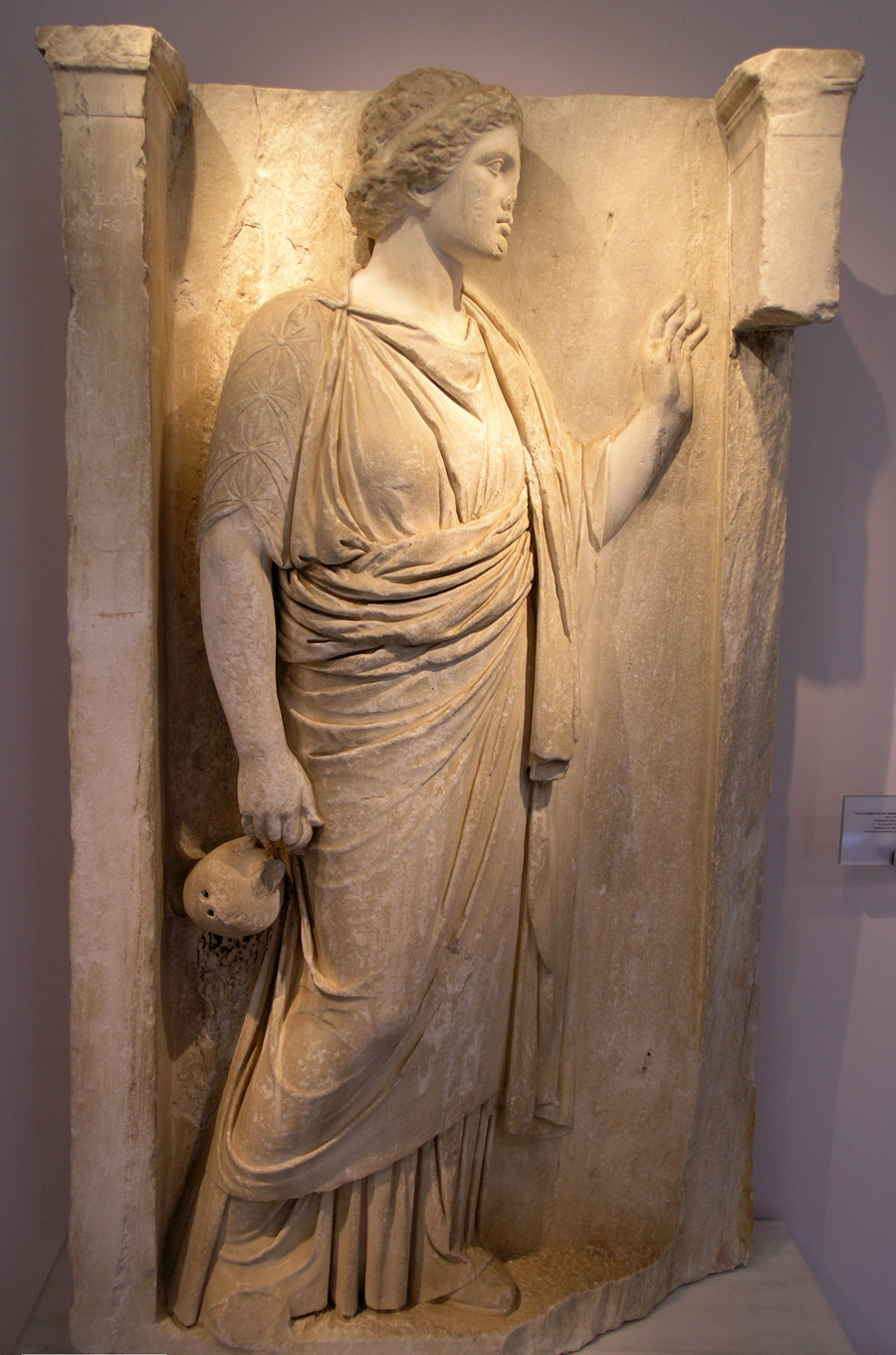
Dona portant una hídria, cap a l'any 350 aC, Museu Arqueològic Ceràmic

Papirs provinents d'Egipte subministraven abundants evidències del que s'ha dit en l'àmbit del dret privat, però això no vol dir que hagi de treure's la conclusió que les lleis hel·lenístiques fossin uniformes ni que les pràctiques egípcies s'apliquessin en altres àrees.

És necessari distingir entre les lleis que afectaven les dones gregues que vivien a Egipte i les que es referien a les egípcies nadiues, lleis aquestes últimes que, encara que menys estudiades, semblen menys severes. Les dones gregues, quan actuaven dins de les convencions tradicionals de les lleis gregues, continuaven necessitant algun tutor; les egípcies, no. Quan una dona grega havia de fer alguna declaració pública o havia d'incórrer en una obligació contractual que afectés persones o propietats, necessitava sempre d'un familiar home que hi actués com a tutor. Hi ha innombrables exemples de contractes de tal classe, documents en els quals apareix una dona com a compradora, venedora, prestatària o prestadora, arrendadora o arrendatària. Les dones estaven subjectes, com els homes, a diversos impostos que requeien sobre aquestes activitats comercials. També tenien dret a rebre i atorgar donacions i llegats, actuant sempre amb els seus tutors, nomenant usualment els seus marits i fills com a hereus. A les ciutadanes d'Alexandria, les denominades astai, se'ls va prohibir fer testament.
A les dones gregues d'Egipte se'ls permetia, no obstant això, actuar sense tutors en tals situacions. A una dona se li permetia dirigir una petició al govern o a la policia en el seu propi favor, sempre que això no impliqués una obligació contractual ni una indeguda publicitat. Unes demanaven una especial consideració com a dones "necessitades i sense defensa"; unes altres al·legaven merèixer pietat per ser "dones treballadores" i no faltaven les que demanaven ser rellevades de l'obligació de conrear terrenys de l'estat, citant antigues decisions en què es concedia exempció a les dones amb l'exclusiva base de la seva pertinença al sexe femení o que "en no tenir fills no podien subvenir a les seves pròpies necessitats". Vídues o mares de fills il·legítims podien donar les seves filles en matrimoni o col·locar com a aprenents els seus fills homes. Coneixem almenys un cas d'una vídua que va tenir el dret a abandonar un fill pòstum després d'haver obtingut el permís de la seva anterior sogra.

##### Contracte de matrimoni d'Herèclides i Demètria
L'expansió dels drets de la dona casada pot veure's en un contracte de matrimoni del 311 aC, entre un grec i una dona que vivia a Egipte. Les característiques més notables d'aquest contracte són el reconeixement de dos codis per a la conducta matrimonial -un per al marit, un altre per a l'esposa- i l'estipulació que tots dos cònjuges estiguin subjectes a la interpretació del socialment igual per a la parella. Els drets i obligacions socials i morals se'ls reconeixen a ambdues parts. Les potencials indiscrecions del marit estan especificades, mentre que les de la dona es mostren modestament vetllades. En el context hel·lenístic, les obligacions contractuals poden ser interpretades d'aquesta manera: per a la dona, la prohibició absoluta de relacions sexuals extramaritals; l'adulteri casual, especialment amb esclaves o prostitutes, se li permet als homes; cap segona i il·legítima llar amb una altra dona, la presència de la qual pugui ser odiosa a l'esposa i els fills de la qual poguessin fer reclamacions per tal situació.

La definició del delicte d'adulteri segons el judici realitzat pel cercle social de la parella i l'adscripció dels béns al cobrament de les indemnitzacions estipulades com penes pecuniàries són ideals legals elogiables. Es va establir un fons teòric consistent en el valor del dot de l'esposa i una suma equivalent aportada pel marit. El contracte preveu que si la transgressió del codi moral és provada a satisfacció dels tres àrbitres, el fons passa a ser propietat de la part perjudicada, en concepte d'indemnització de danys i perjudicis; i com a càstig, quant al transgressor es refereix.
El document no té especificacions quant a herències o divisió dels béns comuns en cas de divorci. Sens dubte, no eren necessàries estipulacions explícites sobre aquest tema, doncs ja s'havia establert per als grecs, a la colònia Elefantina, un model sobre aquest tema.
La participació de la mare en l'acte de donar una filla en matrimoni no era corrent. La núvia no trencava els seus llaços amb la seva família, doncs això permetia la possibilitat que el pare seguís intervenint en l'elecció del lloc en el qual la parella podia viure.

#### El paper del pare de la núvia
En progressar l'era hel·lenística, el paper del pare de la núvia va disminuir. Era normal per a un pare donar una filla en matrimoni d'acord amb el seu paper de tutor formal, però molts contractes d'esposalles es feien simplement entre un home i una dona que acordaven compartir les seves vides. Els drets de la filla casada a la seva autodeterminació, en contra de l'autoritat paterna, començaven a afirmar-se. D'acord amb les lleis d'Atenes, Roma i Egipte, un pare podia dissoldre el matrimoni de la seva filla encara que fos en contra de la voluntat d'aquesta. Per descomptat, les lleis romanes i egípcies posteriors van restringir l'autoritat del pare sobre la filla ja casada decretant que en aquests casos els desitjos de la filla haurien de ser un factor determinant. Si volia romandre casada podria fer-ho així.

#### El divorci
El divorci està previst en nombrosos contractes matrimonials: permet a marit i esposa iguals oportunitats per repudiar-se mútuament. També s'han trobat escriptures de divorci. Les estipulacions més importants són les que es referien a la restitució del dot. Els fills havien de ser mantinguts pel pare, encara que no residissin amb ell. Aquesta mesura era justa, ja que el normal era que la propietat comuna quedés en mans del marit. Un contracte matrimonial de l'any 92 aC, que aborda la protecció dels béns comuns al llarg de tota la durada del matrimoni, admet que l'esposa normalment sofreix un dany financer després de la dissolució del matrimoni, ja que no rep cap part dels béns del matrimoni sinó, simplement, li retornen el dot que va aportar. Aquest document també fa constar específicament com ha de ser la conducta sexual del marit, la qual cosa inclou la prohibició de portar a la llar una segona esposa, tenir una concubina o un jove amant i tenir fills amb una altra dona o viure en una casa que no sigui la seva, apartant-se així de la seva esposa.

#### Activitats econòmiques de les dones
La capacitat legal de la dona per obtenir beneficis d'activitats econòmiques es va incrementar durant aquest període. No sols a Egipte, sinó en altres àrees del món grec, dones respectables van participar cada vegada més en activitats econòmiques. Les dones gregues exercien un control sobre els seus esclaus, doncs era corrent que figuressin a les inscripcions on s'anomenava als qui concedien la manumissió. Hi ha 123 dones entre els 491 que es relacionen com a alliberadors en una llista de Delfos de l'any 150 aC.

Els registres de terres a Ceos i Tinos mostren molts noms femenins.
Hi ha una clara evidència de l'activitat econòmica de la dona a Delos: dones casades, assistides pels seus tutors, demanaven diners en préstec -cosa que suggereix que eren elles mateixes, abans que els seus marits, les responsables dels seus deutes particulars- i esposes de prestadors apareixen registrades com a "conformes" amb els préstecs concedits pels seus esposos.
A Amorgos, hi ha també inscripcions que mostren els esposos fent contractes concernents propietats amb l'explícita conformitat de les seves dones. Unes quantes dones havien merescut reconeixement per generoses contribucions fetes de la seva fortuna personal. No obstant això, encara que els tutors familiars no són citats específicament, ells prenien part en les operacions, almenys en una espècie de ficció legal.

##### A Esparta
Esparta va ser-ne una excepció, doncs allà les dones empraven els seus diners com volien, a despit de la desaprovació ocasional que poguessin fer els parents homes.
Les dones d'Esparta constituïen un conspicu grup de dones riques. Les més riques de l'Esparta hel·lenística eren la mare i l'àvia del rei Agis. Les dones posseïen els dos cinquens de les terres, i sempre es van oposar a les reformes econòmiques que haguessin redistribuït la riquesa d'Esparta. Com els homes d'alta posició, també presentaven sovint cavalls de raça en les curses dels jocs olímpics a fi d'atreure l'atenció cap a elles mateixes i la seva prosperitat econòmica. Els seus noms apareixen registrats en llistes de participants i de guanyadors. Dues espartanes, Cinisca i Eurileonis, i una cortesana, Bilitisque d'Argos, que va ser concubina de Ptolemeu II, van ser les primeres dones propietàries de cavalls que van guanyar a Olímpia. Les filles de Polícrates d'Argos van ser vencedores a les Panatenees, a principis del segle ii aC.

##### A Atenes

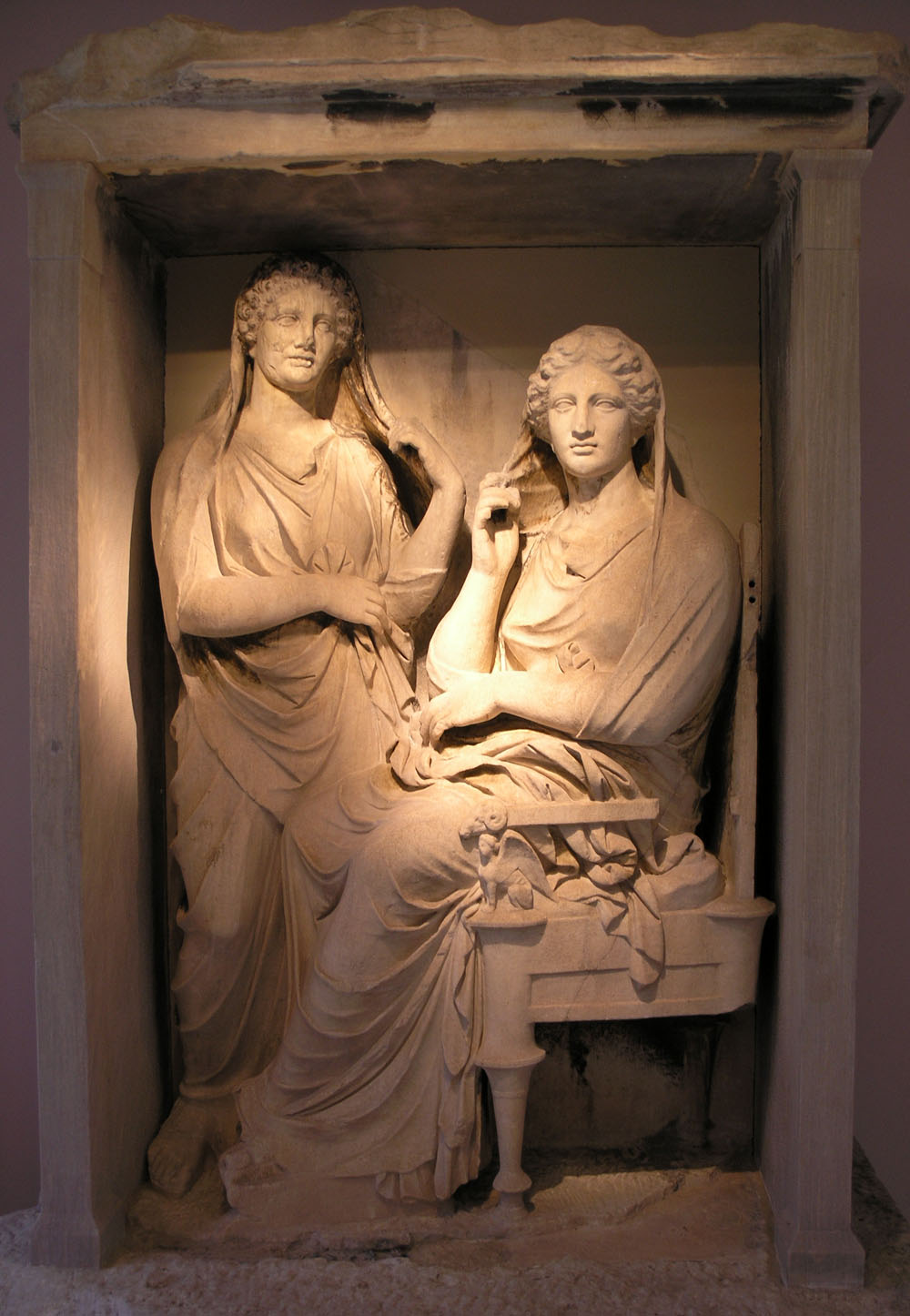
Un dels últims monuments funeraris d'aquest tipus abans de la llei de Demetri de Falèron prohibint-los. Cap a 325-310 aC, Museu Arqueològic Ceràmic

A Atenes, contrastant amb altres parts del món grec, va haver-hi molt poca, per no dir gens d'emancipació legal o econòmica de la dona. De fet, entre 317 i 307 aC, durant el govern de Demetri de Falèron, va haver-hi menys llibertat que en el període clàssic. La legislació de Demetri reflectia les idees ètiques d'Aristòtil, que creia que la part intel·lectiva de l'ànima femenina era feble i necessitava una supervisió. Demetri va establir una junta de gynaikonomoi -una espècie de supervisors de la dona-, que censuraven la seva conducta i fins i tot en controlaven la prodigalitat en festes i banquets. Aristòtil opinava que la supervisió de la conducta de les dones era convenient per regular les extravagàncies de les classes riques, ja que les pobres mancaven d'esclaus i es veien obligades a enviar les seves dones al carrer a fer encàrrecs com si fossin serventes. Les dones riques i independents, com les espartanes i les prostitutes, podien presumir de les riqueses que realment posseïen, però l'esposa d'un home ric havia de ser un emblema de la prosperitat del seu espòs. D'aquí que la regulació a Atenes de la conducta de les dones, especialment referent a restriccions en els banquets ostentosos, constituís realment una limitació a les extravagàncies dels homes.